# Tutti parlano di Jamie (musical)
Tutti parlano di Jamie (Everybody's Talking About Jamie), è un musical con parole e libretto di Tom MacRae e musiche di Dan Gillespie Sells, debuttato a Sheffield nel 2017. Il musical è tratto dal documentario della BBC Three Jamie: Drag Queen at 16, sulla vita della drag queen Jamie New. Nel 2021 il musical è stato adattato nel film omonimo diretto da Jonathan Butterell e distribuito dai 20th Century Studios.

## Trama
Jamie New ha 16 anni, studia a Sheffield e tutto quello che vuole diventare da grande è una drag queen. Con l'aiuto dei suoi amici e della madre Margaret riuscirà a realizzare il suo sogno.

## Produzioni
Il musical ha debuttato al Crucible Theatre di Sheffield il 13 febbraio 2017, con la regia di Jonathan Butterell. Rimase in scena per due settimane, fino al 25 febbraio.
Dal 6 novembre 2017 al 6 ottobre 2018 il musical, con alcune modifiche, va in scena all'Apollo Theatre di Londra. Il cast comprende: John McCrea (Jamie), Josie Walker (Margaret), Mina Anwar (Ray), Lucie Shorthouse (Pritti), Phil Nichol (Hugo) e Tamsin Caroll (Miss Hedge). McCrea rimane nella produzione per un anno - ottenendo anche una candidatura al Laurence Olivier Award al miglior attore in un musical - ed è stato sostituito da Layton Williams nell'autunno 2019.
Nel marzo 2022 Tutti parlano di Jamie debutta in Italia al Teatro Brancaccio di Roma, con regia e adattamento di Piero Di Blasio e con Giancarlo Commare nel ruolo di Jamie e Barbara Cola in quello di Margaret.

## Adattamenti
Trasposizioni cinematografiche:
- Tutti parlano di Jamie, regia di Jonathan Butterell (2021)